# Taranis imporcata
Taranis imporcata é uma espécie de gastrópode do gênero Taranis, pertencente a família Raphitomidae.